# Московский народный фронт
Московский народный фронт (сокращённо — МНФ) — общественно-политическая организация в Москве в 1988—1990 годах. Был создан с целью реформирования СССР.

## Начало
В мае 1988 года Вадим Чурбанов — директор НИИ культуры — предложил провести общемосковское совещание так называемых неформальных организаций, поддерживающих перестройку. Планировалось, что собравшись вместе неформалы (так в то время называли активистов независимых от КПСС общественных объединений) совместно выработают предложения для делегатов готовящейся XIX партконференции.
5 июня 1988 года в Московском дворце молодёжи собрались на общемосковскую конференцию представители более 20 неформальных клубов и групп, целью которых было принятие совместного «Общественного наказа» XIX партконференции. За один день выработать и утвердить окончательный текст наказа не удалось, поэтому было решено провести 12 июня вторую часть конференции. В это время участники социалистического клуба «Община» предложили создать Народный фронт. Члены оргкомитета, находясь под впечатлением деятельности Инициативной группы Эдгара Сависаара по созданию Народного фронта Эстонии, поддержали идею. Среди главных инициаторов создания народного фронта, помимо «Общины», также были клубы «Демократическая перестройка» и «Социалистическая инициатива».
С самого начала среди будущих участников Московского народного фронта преобладали сторонники обновления социализма. Неудивительно, что проект учредительного документа, подготовленный идеологом «Общины» Андреем Исаевым, получил название «Принципы организации и деятельности Социалистического Народного фронта» (СНФ). Основной целью СНФ должна была стать «борьба за построение в нашей стране демократического самоуправляющегося социализма». В ходе обсуждения «Принципов» сторонники несоциалистического пути развития СССР смогли добиться удаления определения «социалистический» из названия будущей организации. В ответ группа «Социалистическая инициатива» потребовала ввести в «Принципы» так называемый «фильтр Малютина», согласно которому члены Народного фронта были обязаны уважительно относиться к идеалам социализма, а антисоциалистическая пропаганда объявлялась несовместимой с пребыванием в организации. Клубы «Гражданское достоинство» и «Перестройка-88» добились исключения из документа упоминания о «демократическом социализме» как цели организации, а «фильтр Малютина» был дополнен, приняв в результате следующий вид: «Члены НФ с уважением относятся к идеалам демократии, гуманности и социализма и не выступают против этих принципов как таковых».
28 мая 1988 года у здания редакции газеты «Известия» на Пушкинской площади, на традиционном месте диссидентских акций, состоялся митинг «Общины» и «Гражданского достоинства». С тех пор каждую неделю по субботам на этом месте проходили митинги неформалов, превратив часть Пушкинской площади в московский аналог легендарного лондонского «Гайд-парка». 4 июня на очередном митинге был провозглашён лозунг «Даешь Народный фронт!». Начиная с 11 июня митинги «на Пушке» стали организовывать члены оргкомитета МНФ. Одновременно с этим Михаил Шнейдер (лидер неформальной организации «Лингва», член Оргкомитета МНФ) по воскресеньям начал устраивать в «Гайд-парке» пикеты, которые вели агитацию за Народный фронт.
Вторая часть конференции прошла 12 июня 1988 года в ДК «Энергетик». Участники конференции приняли два основных программных документа: «Общественный наказ» XIX партконференции, в которых дважды упоминался «демократический социализм», и «Принципы организации и основные цели Народного фронта», включившие дополненный «фильтр Малютина». Также был создан Оргкомитет Народного фронта, в который вошли представители 18 клубов, подписавших «Общественный наказ» и «Принципы организации». «Принципы» носили временный характер, планировалось, что они будут доработаны оргкомитетом.

## Раскол
Оргкомитет с самого начала раскололся на две группировки. Большая часть организаций, представленных в оргкомитете, выступали за решение вопросов простым голосованием и подчинение меньшинства большинству. В «большинство» входили Межклубная партийная группа (Георгий Гусев и Михаил Малютин), «Социалистическая инициатива» (Борис Кагарлицкий и Михаил Малютин), «Дипломатия граждан» (Андрей Данилов и Виктор Гиршфельд), «Группа социологов-марксистов» (Александр Федоровский), «Лингва» (Михаил Шнейдер), Федерация социального объединения (Евгений Дергунов), «Юные коммунары-интернационалисты» (Андрей Бабушкин), Бригада имени Че Гевары (Галина Галкина), «Альтернатива» (Олег Ананян, Владимир Саракуца, Наум Гринберг) и «Альтруист» (Анатолий Медведев). 12 июня было объявлено о создании новой организации, «Народное действие» (Сергей Станкевич и Георгий Гусев), которая также примкнула к «большинству».
«Меньшинство», в которое в разное время входило от 4 до 7 организаций, придерживалось решения вопросов путём достижения консенсуса. К «меньшинству» относились несоциалистические организации «Гражданское достоинство» (Виктор Золотарёв) и «Перестройка-88» (Вячеслав Игрунов и Дмитрий Леонов), а также «Мемориал» и Клуб социальных инициатив (КСИ, Григорий Пельман и Глеб Павловский), которые, не выступая против социализма, были против включения этого термина в документы НФ. Нередко к «меньшинству» примыкали социалистические организации Московская группа Всероссийского социально-политического клуба (ВСПК, Герман Иванцов), «Община» (Андрей Исаев и Александр Шубин) и примыкавший к ней «Альянс социалистов-федералистов» (АСФ, Максим Кучинский). Самая на тот момент многочисленная неформальная организация Москвы — клуб «Демократическая перестройка» (Олег Румянцев), объединявшая в своих рядах многих лидеров как «большинства», так и «меньшинства», обычно занимала примирительную позицию.
21 июня 1988 года оргкомитет вопреки мнению «меньшинства» десятью голосами против четырёх принял решение объявить основной целью МНФ построение «демократического социализма».
23 июня при обсуждении вопроса о проведении в субботу 25 июня очередного митинга оргкомитет раскололся. Лидеры «Общины» Исаев и Шубин, опасаясь повторения разгона предыдущего митинга, предложили собраться у Дворца молодёжи, ссылаясь на неофициальные обещания МГК ВЛКСМ и Моссовета, что в этом месте митинг разгоняться не будет. «Гражданское достоинство», КСИ, «Перестройка-88» и «Мемориал» поддержали перенос места митинга. «Большинство» выступило против, причём по ходу полемики чуть не началась драка. В результате каждая группировка в оргкомитете решила провести свой митинг. Митинг у Дворца молодёжи не состоялся, так как на обещанной площадке играл военный оркестр. Митинг на «Пушке» завершился уже через 15 минут после начала по требованию милиции. Вскоре А. Данилов, А. Федоровский, Е. Дергунов и Валерий Ботвич («Университет марксистских знаний») распространили на Пушкинской площади листовки от имени некоего Координационного совета Народного фронта с призывами крепить борьбу за социалистическую перестройку общества. Оргкомитет немедленно дезавуировал это заявление, но после этого раскол стал непреодолим.
2 июля Оргкомитет НФ покинул «Мемориал», а на следующий день из него вышли «Гражданское достоинство», «Перестройка-88», КСИ, «Община», АСФ и Московская группа ВСПК. В конце августа оргкомитет покинула «Демократическая перестройка». В результате раскола ещё не созданный МНФ лишился более половины сторонников. Несмотря на это, работа по созданию фронта продолжалась, благо количество желавших в нём участвовать росло.

## Становление МНФ
29 июля 1988 года взамен Оргкомитета был образован Организационный совет, в который вошли представители уже 25 организаций. К концу лета — началу осени 1988 года численность МНФ достигла примерно 300—400 человек. Параллельно шла работа по созданию Народного фронта РСФСР, который должен был объединить на базе программы МНФ инициативные группы НФ из регионов республики. В конце августа оргкомитеты Московского и Ленинградского народных фронтов провели в Ленинграде съезд народных фронтов и других демократических движений с целью создания общероссийской структуры. Съезд провалился, и хотя в итоге представители около 30 групп, то есть менее половины участников, приняли решение об учреждении единой структуры, но дальше этого не пошло.
В октябре 1988 года вместо Оргсовета МНФ были образованы выборный Координационный совет из 9 человек (Б. Кагарлицкий, М. Малютин, С. Станкевич, А. Медведев, М. Шнейдер, А. Федоровский, Е. Дергунов, А. Данилов, А. Бабушкин) и Совет Представителей, в который вошли представители клубов и групп присоединившихся к фронту. К январю 1989 года МНФ объединял более 30 организаций, насчитывавших около 500—600 человек, в том числе 50-60 активистов.
В конце 1988 — начале 1989 годов МНФ принял участие в выдвижении кандидатов в народные депутаты СССР. Активисты фронта участвовали в собраниях избирателей по месту жительства, пытаясь добиться выдвижения в кандидаты лидеров МНФ — Бориса Кагарлицкого, Михаила Малютина и других. Успеха удалось достичь только в Черёмушкинском районе, где член КС МНФ Сергей Станкевич сначала стал одним из четырёх кандидатов, допущенных к участию в выборах, а позже одержал победу, став единственным представителем фронта, избранным на Съезд народных депутатов СССР. Несмотря на неудачи с выдвижением кандидатов, выборная кампания укрепила МНФ, принеся ему новых сторонников, в частности, в феврале 1989 года началось формирование отделений фронта в районах Москвы, которые создавались на базе народнофронтовских групп поддержки кандидатов демократических сил.
11—12 марта 1989 года в павильоне ВДНХ «Животноводство» прошла Подготовительная конференция МНФ. На ней были приняты Устав и Программа, написанная авторским коллективом (Б. Кагарлицкий, С. Станкевич, А. Медведев, М. Шнейдер и др.), выдержанная в социалистическом духе. В это же время была образована первая в МНФ фракция, «Демопатриотическая» или «Патриотическая» (Е. Дергунов и Владислав Розанов), предложившая объединиться с Российским народным фронтом (РНФ) Валерия Скурлатова, возникшим в конце 1988 года. Большинство участников конференции предпочли отмежеваться от РНФ, лидера которого обвиняли в антисемитизме. В апреле-мае противоречия между «демопатриотами» и остальными членами МНФ зашли настолько далеко, что группа Дергунова—Розанова отделилась и основала свою организацию — Московский народно-патриотический фронт (МНПФ).
20 мая 1989 года состоялась Учредительная конференция Московского народного фронта, в котором на тот момент числилось 660 зарегистрированных членов. На ней произошёл конфликт между старыми членами фронта, занимавшими социалистические позиции, и новыми, вступившими в организацию во время избирательной кампании. Победа осталась за социалистами. Устранение из Программы МНФ упоминаний о «социализме» поддержали только 17 делегатов конференции, против выступили 47. Был избран новый состав Координационного совета, в который вошло 13 человек: С. Станкевич, Виталий Уражцев, А. Бабушкин, Б. Кагарлицкий, М. Малютин, Владимир Кондратов, М. Шнейдер, О. Ананян, Владимир Боксёр, А. Медведев, Леонид Фрумкин, Евгений Гамаюнов, а также единственный представитель несоциалистических сил Игорь Суриков.
Конфликт на Учредительной конференции привёл к образованию оппозиционной социалистическому «большинству» «Демократической фракции», в которую вошли Игорь Суриков, Михаил Астафьев, Игорь Сагдеев, Сергей Черняк, Александр Мельников и другие активисты .
Весной-летом 1989 года представители МНФ входили в оргкомитет так называемых Лужниковских митингов, первых по-настоящему массовых акций оппозиции в Москве времён перестройки. Первый митинг, собравший несколько десятков тысяч человек, прошёл 21 мая и был посвящён началу работы Съезда народных депутатов СССР. Следующие три митинга, носившие названия Всесоюзных, состоялись летом и представляли собой встречи депутатов с избирателями.

## Закат МНФ
Летом 1989 года численность МНФ превысила тысячу человек. В это время создаётся оргкомитет Московского объединения избирателей (МОИ), задачей которого было выдвижение и поддержка на выборах народных депутатов РСФСР кандидатов демократических сил. Новая организация создавалась при активном участии МНФ, «Мемориала» и групп поддержки Б. Н. Ельцина на выборах народного депутата СССР от города Москвы.
Создание МОИ, а позднее и блока «Демократическая Россия», привело МНФ к упадку. Внимание общества переключилось на новые организации, которые стали в глазах избирателей ведущей силой на оформляющемся демократическом фланге. Активисты фронта постепенно перетекали в МОИ, а приток новых упал практически до нуля. Одновременно намечается разворот демократического движения вправо и его отход от социалистических идей. В результате члены МНФ, сохранившие приверженность социалистическим взглядам, начинают переходить в левые организации, такие как Московский комитет новых социалистов (МКНС). Всё это привело к снижению активности МНФ.
С января 1990 года Координационный Совет и Совет представителей МНФ перестали собираться. В выборах народных депутатов РСФСР и Моссовета в 1990 году приняли участие ряд лидеров и активистов МНФ. Народными депутатами РСФСР стали члены КС МНФ Виталий Уражцев и Анатолий Медведев, заместитель председателя Совета представителей МНФ Михаил Астафьев и активист фронта Андрей Головин. В Моссовет были избраны более 10 членов Московского народного фронта. Среди них В. Боксёр, В. Кондратов, Б. Кагарлицкий, А. Бабушкин, А. Мельников, А. Погорилый, С. Черняк.
После выборов Московский народный фронт окончательно сходит с политической сцены. Начиная с апреля-мая, название организации перестаёт упоминаться в прессе, также она больше не фигурирует в числе организаторов или участников уличных акций.